# Bradford (Wisconsin)
Bradford es un pueblo ubicado en el condado de Rock en el estado estadounidense de Wisconsin. En el Censo de 2010 tenía una población de 1.121 habitantes y una densidad poblacional de 11,94 personas por km².

## Geografía
Bradford se encuentra ubicado en las coordenadas 42°37′18″N 88°49′41″O / 42.62167, -88.82806. Según la Oficina del Censo de los Estados Unidos, Bradford tiene una superficie total de 93.92 km², de la cual 93.45 km² corresponden a tierra firme y (0.5%) 0.47 km² es agua.

## Demografía
Según el censo de 2010, había 1.121 personas residiendo en Bradford. La densidad de población era de 11,94 hab./km². De los 1.121 habitantes, Bradford estaba compuesto por el 87.07% blancos, el 0.8% eran afroamericanos, el 0.45% eran amerindios, el 0.71% eran asiáticos, el 0% eran isleños del Pacífico, el 9.63% eran de otras razas y el 1.34% pertenecían a dos o más razas. Del total de la población el 15.52% eran hispanos o latinos de cualquier raza.